# Maïmouna Sourang Ndir
Maïmouna Sourang Ndir est une femme politique sénégalaise née le 3 octobre 1952 à Saint-Louis (Sénégal).
Elle fut ambassadrice du Sénégal en France (2009-2012), ainsi qu'ambassadrice auprès des principautés de Monaco et d’Andorre.
Membre du Parti démocratique sénégalais, elle fut notamment ministre du Développement social (2002-2003), ministre des Petites et moyennes entreprises et de la Micro-finance (2003-2004), ainsi que ministre du Cadre de vie et des Loisirs (2004-2007).

## Biographie

### Jeunesse et études
Née le 3 octobre 1952 à Saint-Louis (Sénégal), Maïmouna Sourang Ndir est la fille de l'écrivaine Fatou Niang Siga,.
Elle étudie à l'Université Laval (Québec), où elle obtient en 1996 une maîtrise en sciences sociales. Elle décroche également un diplôme d'État (assistante sociale) de l’École nationale des assistants et éducateurs spécialisés (Enaes) du Sénégal.

### Carrière
Elle est ensuite conseillère technique (1997) et directrice nationale, dont « directrice du Bien-être familial, de la Promotion de la Femme et des Personnes handicapées, de l'Entrepreneuriat et du Droit des enfants » (1998) ainsi que « directrice nationale des Stratégies de Développement social » (2001) au sein du ministère du Développement social. Elle est également experte du Sénégal à la Troisième commission des Nations Unies de 1998 à 2002,.
Maïmouna Sourang Ndir occupe par la suite plusieurs fonctions ministérielles. Elle est ainsi nommée ministre du Développement social (2002-2003) dans le premier gouvernement Seck, puis ministre des Petites et moyennes entreprises et de la Micro-finance (2003-2004) dans le second gouvernement Seck, et enfin ministre du Cadre de vie et des Loisirs (2004-2007) dans les gouvernements Sall I et Sall II.

### Ambassadrice
En 2009, elle devient successivement ambassadrice du Sénégal en France (26 janvier), à Monaco (23 juin) ainsi qu'à Andorre (septembre).
Première femme sénégalaise à occuper ce poste en France, sa nomination suscite cependant des critiques et questionnements de la part de la presse sénégalaise, qui souligne son manque de compétences pour ce poste, car n'étant ni haute fonctionnaire, ni diplomate de carrière. Ce manque de compétences auraient également été critiqué par les autorités françaises selon le journal Le Soleil. Au contraire, d'autres médias, comme le site web AllAfrica.com, contestent ces critiques et considèrent que son parcours est suffisant pour attester de ses compétences. Cependant, selon Le Quotidien, le fils du président, Karim Wade, aurait également fait pression sur les autorités françaises pour que Maïmouna Sourang Ndir soit acceptée, cette dernière étant membre de son association « Génération du concret ».
À la suite de l'élection du président Macky Sall, le nouveau gouvernement amorce une politique de « retour à l'orthodoxie » dans la diplomatie : Maïmouna Sourang Ndir est donc rappelée à Dakar en avril 2012, tout comme d'autres ambassadeurs non-diplomates de carrière et nommés sous la présidence d'Abdoulaye Wade,.

## Distinctions
- Commandeur de l'ordre du Mérite sénégalais (2002)[1]
- Commandeur de l'ordre de Saint-Charles de Monaco
- Médaille d'or de La Renaissance française
- Grand officier de l'ordre national du Mérite français